# Alopecurus pratensis

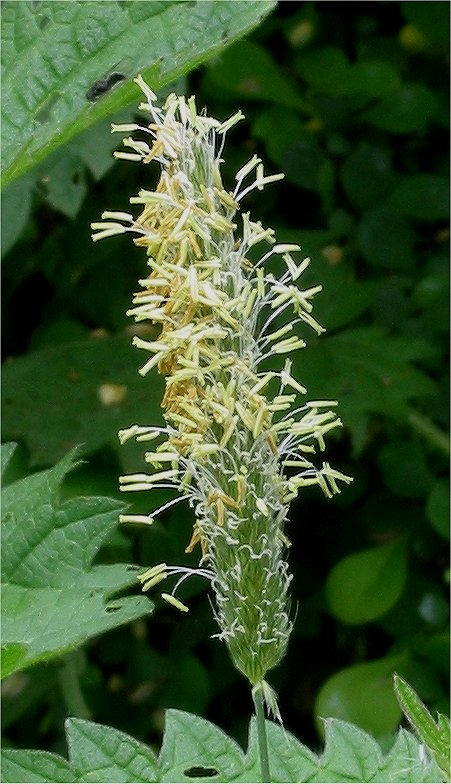
Inflorescencia.

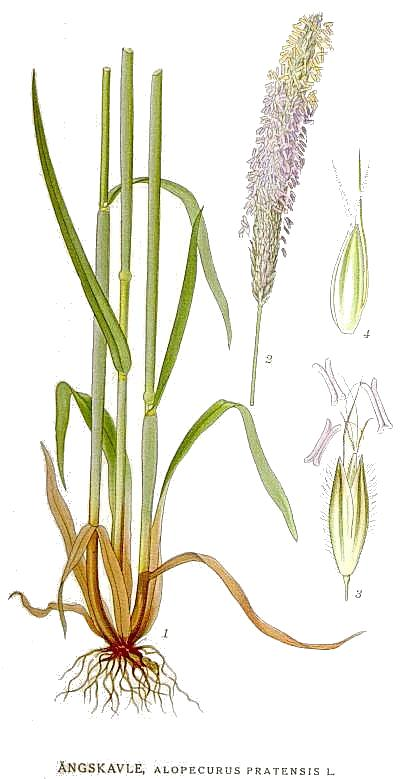
Ilustración

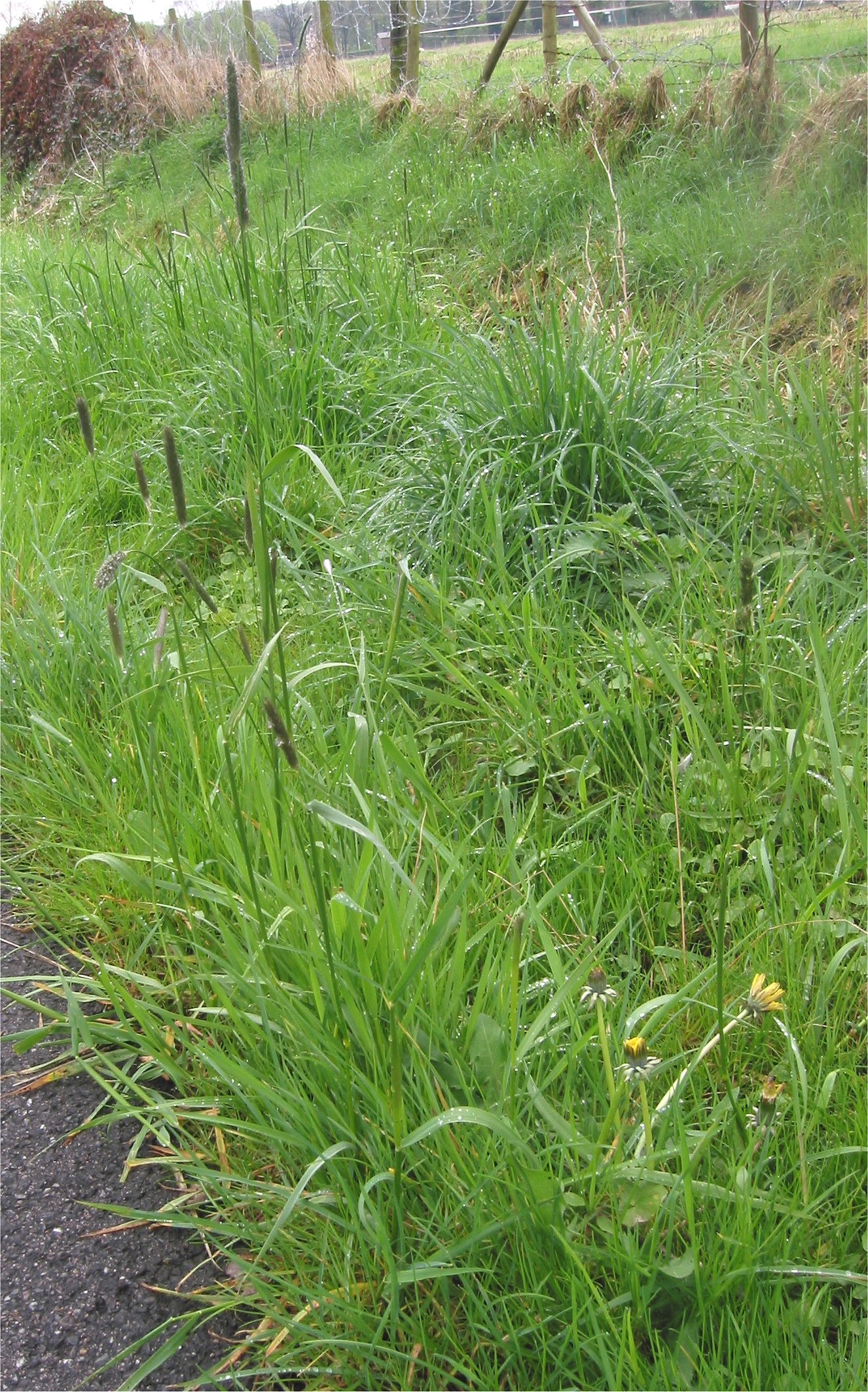
Vista de la planta en su hábitat

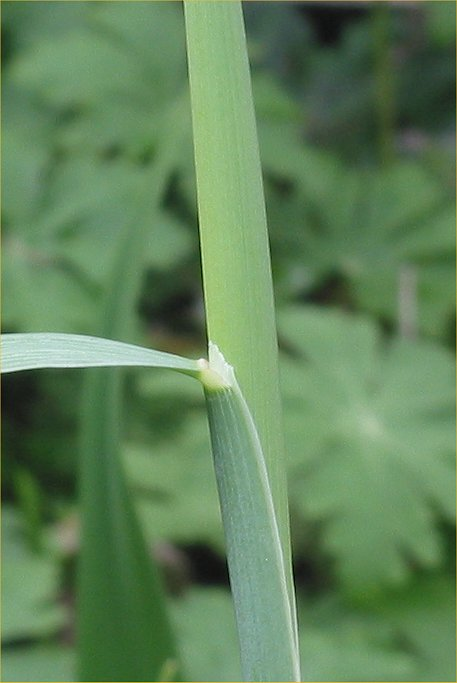
Plantas descritas por SobolewskyDetalle de la planta

Alopecurus pratensis es una planta perenne de la familia de las poáceas. Es originaria de Eurasia.

## Descripción
Forma prados especialmente en suelos neutros. Alcanza una altura en torno a 110 cm. El tallo es erecto y doblado en la base. Las hojas tienen en torno a 5 mm de ancho. La inflorescencia es cilíndrica.

## Fisiología

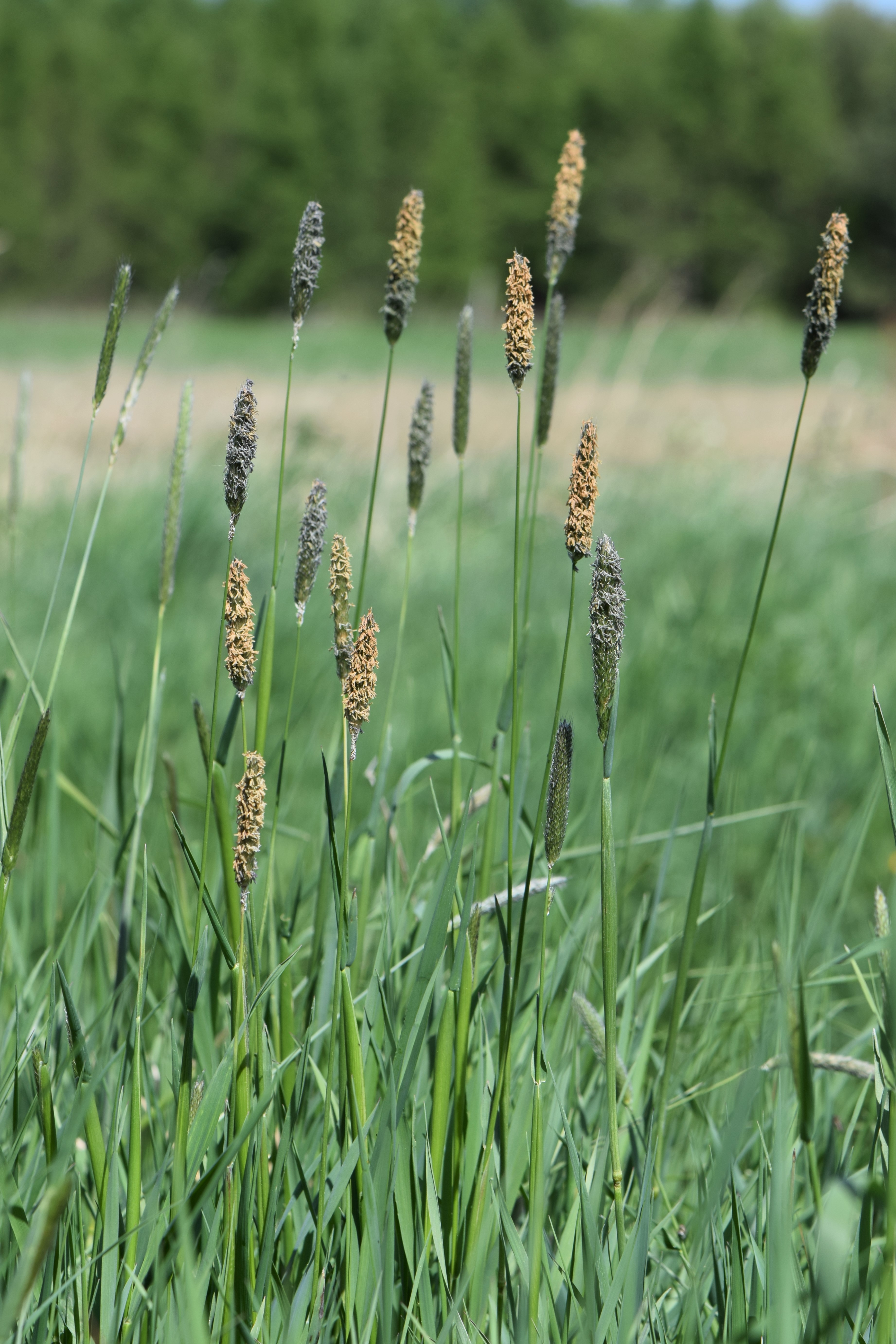
Alopecurus pratensis cerca de Mirosławiec, Polonia.

Planta perenne de vida larga, con rizoma cundidor y estolones más o menos largos.
Tallos erguidos o algo acodados en la base, a veces con raíces en los nudos, lisos.
Vainas más cortas que los entrenudos, la superior más o menos inflada, lisas.
Lígula membranosa, hasta 5 mm de largo, obtusa, alguna vez anchamente truncada, algo laciniada en el borde y ligeramente áspera en la cara externa.
Limbos planos, verdes o más o menos glaucos, de 2–8 mm de ancho, agudos, ásperos en los bordes y con frecuencia también en la cara superior; en sección transversal presentan valles cuya profundidad alcanza aproximadamente la mitad del espesor del limbo, excepto los dos más próximos al nervio central que suelen ser mucho menos profundos, costillas redondeadas, células buliformes pequeñas 3-5, cara inferior recta, los refuerzos de esclerénquima situados en ambas caras frente a los haces vasculares llegan a ponerse en contacto con estos, en la cara inferior existen además otros más pequeños frente al fondo de los valles.
Panoja espiciforme, cilíndrica, oblongo-cilíndrica u oval, de 2-7 (10) cm de largo y 0,5-1,5 cm de grueso, verde o amarillenta.
Raquis lisos o más frecuentemente algo áspero como los ramos, estos gemminados sencillos, o más frecuentemente ramificados, llevando hasta 10 ramitos más o menos largos y gruesos, discoidales en el ápice.
Glumas subiguales, lanceoladas, agudas (3-5) 4–6 mm de longitud, trinervadas, con la quilla largamente ciliada, vellosas sobre los nervios y con gran frecuencia más o menos densamente sobre toda la superficie, especialmente en la cara externa, la aplicada sobre ramos o raquis es, frecuentemente, completamente lampiña, hacia el ápice rectas y estrechándose paulatinamente o encorvadas separándose una de otra y entonces casi siempre estrechándose bruscamente, bordes espinosos en la porción superior, desde la base soldados en una longitud muy variable, de ordinario quilla y nervios verdes, rara vez violados.
Lemma 5-nervada, poco más corta o más larga que las glumas, lanceolada, aguda o truncada, los bordes en la porción basal más o menos soldados, en la superior brevemente espinosos, en la mitad superior a lo largo de la línea media presentan espinas o cilios dispuestos en general en dos series longitudinales que forman a modo de dos quillas que limitan una estrecha franja central lampiña y con células de paredes más finas, toda la mitad superior, especialmente los márgenes, es, de ordinario, espinosita; rara vez mocha, en general con un mucrón o una arista recta o ligeramente acodada, de longitud variable, hasta doble de la de la lemma, inserta en la mitad inferior.
Palea nula o cuando existe de desarrollo muy variable, lanceolada, muy aguda, con algunos pelos en el ápice, de 2-3,5 mm de longitud, sin nervios o con uno central formando quilla y manchado de verde en la porción superior.
Lodículas nulas.
Anteras amarillas de 2-3,5 mm.
Ovario oval poco más de 0,5 mm, estilos soldados por lo menos en la mitad de su longitud.
Cariópside comprimido lateralmente, casi siempre pardo-negruzco, 3 x 1-1,5 mm
Las semillas (Peso de 1000 semillas = 0,60-0,99g) son vellosas y de color claro, habiendo sólo ocasionalmente alguna semilla parda o negra.
A pesar de los renuevos estoloníferos, por su talla elevada y porte debe estudiarse entre las gramíneas amacolladas. Se instala con gran lentitud, pero las plantas adultas brotan muy pronto en primavera; es la más precoz entre todas las pratenses, con muchas hojas en abril y floración mediado mayo; proporciona mucho forraje, tanto en el primero como segundo cortes.

## Citología
Su número de cromosomas es de: 2n = 28

## Distribución y hábitat
Es nativa de Europa y Asia. La especie es cultivada para pastos y se ha naturalizado en muchas zonas fuera de su área nativa, incluyendo Australia y Norteamérica. Las orugas de algunas Lepidoptera la usan como comida, como por ejemplo Thymelicus lineola.
Las escasas variedades proceden de Polonia y Gran Bretaña.
Se ha usado mucho como cosecha para heno en tierras húmedas en Europa, desde 1750. Se ha comprobado que se adapta excepcionalmente bien al noroeste del Pacífico y Alaska. Los climas húmedos en España apenas representan el 20 % de la superficie nacional, por lo que la distribución geográfica de la especie Alopecurus pratensis en la Península es en Galicia, Cornisa Cantábrica y en las zonas de montaña, especialmente de la mitad septentrional del país.
Asimismo se incluyen dentro del grupo de la España húmeda ciertas áreas de transición de la Meseta Norte y valle del Ebro hacia los sistemas montañosos, que si bien se clasifican como áreas secas-subhúmedas, por su menor evapotranspiración y características físicas pertenecen con derecho propio a la España húmeda.

## Requerimientos ambientales
Logra su mayor desarrollo bajo climas fríos y húmedos. No resiste a la sequía ni a temperaturas elevadas continuas. Establecida en los prados muy húmedos, ya no desaparece jamás. Sólo es apropiada para prado de siega, tolerando bastante la sombra de los árboles. Es la más adecuada para suelos con mal drenaje, de difícil saneamiento; en estas condiciones y si puede regarse con agua tibia, proporciona una siega temprana de gran valor para la finca.
Exige suelos fresco-húmedos a inundados, con estructura edáfica entre normal y compacta. Su óptimo se encuentra en suelos arcillosos y húmedos, pero también tolera los arenosos muy humíferos y los suelos pantanosos. Los prados de ribera, con esta gramínea dominante y entarquinados durante las avenidas, pueden dar tres cortes. Desaparece pronto en los suelos secos y arenosos, pero por otra parte resiste el frío y toda clase de adversidades meteorológicas.

## Interés y aprovechamiento forrajero
De desarrollo abierto, con hojas estrechas y rizomas cortos, produce un césped denso en las poblaciones viejas.
La cola de zorro es fundamentalmente una gramínea para pasto. Donde se adapta, proporciona un largo período de pastoreo. Tanto para pasto, como para heno, es muy apetecida por los animales a pesar de su bajo contenido proteico y su alto valor de fibra indigestible. Sus prados deben segarse antes de la floración, porque las cañas pronto pierden valor nutritivo. Se obtienen rendimientos de entre 4000–10000 kg MS/ha. Para pasto se suele sembrar asociada con cuernecillo o con trébol Ladino. Su uso en los EUA, ha ido haciéndose más importante a partir de 1940. Debido a lo pequeña y velluda que es la semilla, resulta difícil la siembra a máquina.
Prácticamente toda la semilla que se produce en los EUA, se obtiene en Oregón. Gran parte de ella se recoge en las vegetaciones espontáneas naturalizadas, en las praderas de montaña.

## Taxonomía
Alopecurus pratensis fue descrita por Carlos Linneo y publicado en Species Plantarum 1: 60. 1753.
- El Alopecurus pratensis descrito por Bourg. es el Alopecurus arundinaceus de Poir.

Etimología
Alopecurus nombre genérico que proviene del griego alopes -ekos, (zorro), y oura (cola), por la forma de la panícula.
pratensis: epíteto latino que significa "de los prados".
Sinonimia
- Alopecurus alpinus fo. songaricus Schrenk
- Alopecurus alpinus var. songaricus Schrenk ex Fisch. & Meyen
- Alopecurus alpinus var. ventricosus Karav. & Kir.
- Alopecurus altissimus Schur
- Alopecurus antarcticus Vahl
- Alopecurus aquaticus (Dumort.) Tinant
- Alopecurus brachyglossus Peterm.
- Alopecurus ciliatus All.
- Alopecurus elongatus Peterm.
- Alopecurus laguriformis Schur
- Alopecurus laxiflorus Ovcz.
- Alopecurus obscurus (Griseb.) Schur
- Alopecurus pallidus Dumort.
- Alopecurus scaber Opiz
- Alopecurus seravschanicus Ovcz.
- Alopecurus sericeus Gaertn.
- Alopecurus songaricus (Schrenk) Petrov
- Alopecurus trivialis Seidl ex Opiz
- Phalaris aristata Schousb. ex Willd.
- Tozzettia pratensis (L.) Savi[6]

## Nombre común
- Castellano: cola de zorro